# FADEC

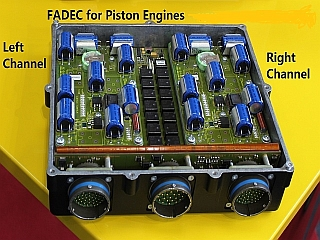
피스톤 엔진을 위한 FADEC

FADEC은 Full Authority Digital Electronics(또는 Engine) Control 의 약어이다. 이것은 디지털 컴퓨터로 구성된다. 보통 EEC(Electronic Engine Control) 또는 ECU(Electronic Control Unit)로 불리며, 항공기 엔진 성능 데이터를 포함하여 조정할 수 있는 기능을 가지고 있다. 피스톤 엔진(piston engines)이나 제트 엔진(jet engines) 모두 있으며, 주요 차이는 엔진 조정하는 방법에 있다.